# Tarachia zamiifolia
Tarachia zamiifolia là một loài thực vật có mạch trong họ Aspleniaceae. Loài này được (Willd.) C. Presl miêu tả khoa học đầu tiên năm 1851.